# 白浜町 (津島市)
白浜町（しらはまちょう）は、愛知県津島市の地名。

## 地理
津島市東部に位置する。東は高台寺町、西は百町、南は海部郡蟹江町、北は百島町に接する。

## 歴史

### 人口の変遷
国勢調査による人口および世帯数の推移。
| 1995年（平成7年）  | 157世帯 603人 |  |
| 2000年（平成12年） | 169世帯 628人 |  |
| 2005年（平成17年） | 191世帯 679人 |  |
| 2010年（平成22年） | 202世帯 669人 |  |
| 2015年（平成27年） | 224世帯 697人 |  |

### 沿革
- 江戸時代は尾張国海東郡の尾張藩領佐屋代官所支配の白浜村として所在[1]。
- 1889年（明治22年） - 百高村大字白浜となる[1]。
- 1906年（明治39年） - 神守村大字白浜となる[1]。
- 1955年（昭和30年）1月1日 - 津島市白浜町となる[1]。

## 交通
- 愛知県道115号津島七宝名古屋線[2]
- 愛知県道116号青塚永和停車場線[2]

## 施設
- 真宗大谷派蓮光寺[2]

### WEB
1. ↑  “愛知県津島市の町丁・字一覧”.   人口統計ラボ. 2023年3月12日閲覧。
2. ↑  総務省統計局 (2017年1月27日). “平成27年国勢調査の調査結果(e-Stat) - 男女別人口及び世帯数 －町丁・字等” (CSV). 2021年7月21日閲覧。
3. ↑  “愛知県津島市の郵便番号一覧”.   日本郵便. 2023年3月11日閲覧。
4. ↑  “市外局番の一覧” (PDF).   総務省 (2022年3月1日). 2022年3月22日閲覧。
5. ↑  総務省統計局 (2014年3月28日). “平成7年国勢調査の調査結果(e-Stat) - 男女別人口及び世帯数 －町丁・字等” (CSV). 2021年7月20日閲覧。
6. ↑  総務省統計局 (2014年5月30日). “平成12年国勢調査の調査結果(e-Stat) - 男女別人口及び世帯数 －町丁・字等” (CSV). 2021年7月20日閲覧。
7. ↑  総務省統計局 (2014年6月27日). “平成17年国勢調査の調査結果(e-Stat) - 男女別人口及び世帯数 －町丁・字等” (CSV). 2021年7月21日閲覧。
8. ↑  総務省統計局 (2012年1月20日). “平成22年国勢調査の調査結果(e-Stat) - 男女別人口及び世帯数 －町丁・字等” (CSV). 2021年7月21日閲覧。
9. ↑  総務省統計局 (2017年1月27日). “平成27年国勢調査の調査結果(e-Stat) - 男女別人口及び世帯数 －町丁・字等” (CSV). 2021年7月21日閲覧。

### 書籍
1. 1 2 3 4 5  「角川日本地名大辞典」編纂委員会 1989, p. 698.
2. 1 2 3 4 5  「角川日本地名大辞典」編纂委員会 1989, p. 1726.